# Cartwright–L'Anse au Clair
Circonscription électorale provinciale du Canada
Cartwright–L'Anse au Clair est une circonscription électorale provinciale de la Chambre d'assemblée de la province canadienne de Terre-Neuve-et-Labrador.

## Liste des députés
| Cartwright–L'Anse au Clair |                    |              |                |             |
| Député                     | Député             | Parti        | Mandat         | Législature |
|                            | Yvonne Jones       | Indépendante | 1996 - 1999    | 43e         |
|                            | Yvonne Jones       | Libéral      | 1999 - 2003    | 44e         |
|                            | Yvonne Jones       | Libéral      | 2003 - 2007    | 45e         |
|                            | Yvonne Jones       | Libéral      | 2007 - 2011    | 46e         |
|                            | Yvonne Jones       | Libéral      | 2011 - 2013    | 47e         |
|                            | Lisa Dempster (en) | Libéral      | 2013 - 2015    | 47e         |
|                            | Lisa Dempster (en) | Libéral      | 2015 - 2019    | 48e         |
|                            | Lisa Dempster (en) | Libéral      | 2019 - 2021    | 49e         |
|                            | Lisa Dempster (en) | Libéral      | 2021 - présent | 50e         |